# Speyer & Grund
Die Dayvital Management GmbH ist über ihre Tochtergesellschaften der in Deutschland führende Hersteller  von Genuss-Essigsäure mit Unternehmenssitz in Mainz.
Seit 1973 wird ihr bekanntestes Produkt, die Essig-Essenz, unter dem Markennamen Surig vertrieben. Weitere Marken von Speyer & Grund sind Würzgut (Würzgut Feinkost GmbH, Meerane/Sachsen: Essigessenz), Feldmann Genuss aus Baden und Feldmann Manufaktur (Friedrich Feldmann GmbH, Karlsruhe, 2013 übernommen: Essigspezialitäten), Citrovin (Säuerungsmittel auf Basis von Zitronen- bzw. Limettenkonzentrat) sowie Hygreen (Essigreiniger).

## Geschichte
Die Frankfurter Händler Adolf Gregor Speyer und sein Partner Grund hatten im Jahr 1863 in Frankfurt am Main ein Handelsunternehmen für Naturfarbstoffe gegründet. Noch im gleichen Jahr manifestierte sich ein Trend zur synthetischen Farbstoffentwicklung, getragen durch die Gründung von Bayer und dem Vorgänger der Farbwerke Hoechst, Meister Lucius & Brüning. Die Firma war daher gezwungen, über neue Geschäftsfelder nachzudenken. 
In Mainz-Mombach gelang es dem „Verein für chemische Industrie“, heute Prefere Paraform, die bei der Holzverkohlung anfallende Essigsäure rein zu destillieren, so dass sie als Lebensmittel genutzt werden konnte. 1877 übernahm das Handelshaus Speyer & Grund die Vermarktung der Essig-Essenz der chemischen Fabrik aus dem Großherzogtum Hessen. Der Erfolg des Produktes war überzeugend. 1911 wurden bereits eine Million Flaschen verkauft.
Bis 1922 wurde das Produkt ausschließlich in mittelgroßen Gebinden wie Glasballons und Korbflaschen abgegeben. Dann brachte die Einführung der charakteristischen Glasflasche mit der Einschnürung in der Mitte einen weiteren Umsatzschub beim Endverbraucher. 1924 wurde mit diesen Haushaltsflaschen ein Umsatz von fast 2 Millionen Flaschen erzielt. Der Hauptsitz der Firma wurde 1935 nach Berlin-Weißensee verlegt. Dort wurde ein Großbetrieb nach damaligem Stand der Technik aufgebaut. Auf der 3. Internationalen Kochkunst-Ausstellung in Frankfurt wurde die Essig-Essenz 1937 mit einem Großen Preis mit goldener Plakette ausgezeichnet.
Aufgrund der Verstaatlichung nach Ende des Zweiten Weltkriegs, wurde die Firmenzentrale 1949 erneut nach Frankfurt verlegt, 2004 erfolgt der Umzug der Hauptverwaltung nach Mainz. Im Jahr 2013 wurden 20 Millionen Flaschen verkauft.
Mitte 2017 wurde die nunmehr typische Glasflasche durch PET, in annähernd gleicher Form, ersetzt.